# Urobotrya floresensis
Urobotrya floresensis är en tvåhjärtbladig växtart som beskrevs av P. Hiepko. Urobotrya floresensis ingår i släktet Urobotrya och familjen Opiliaceae. Inga underarter finns listade i Catalogue of Life.